# Carl Dörschlag

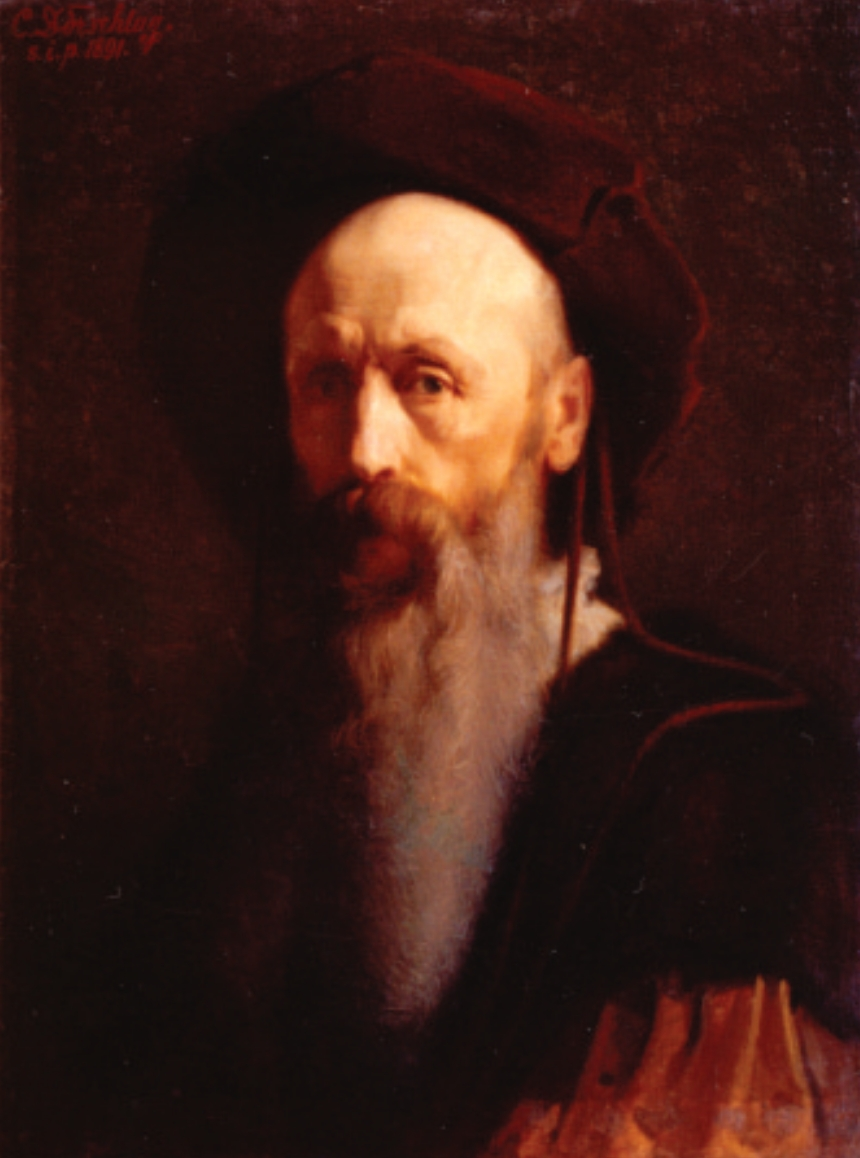
Selbstporträt

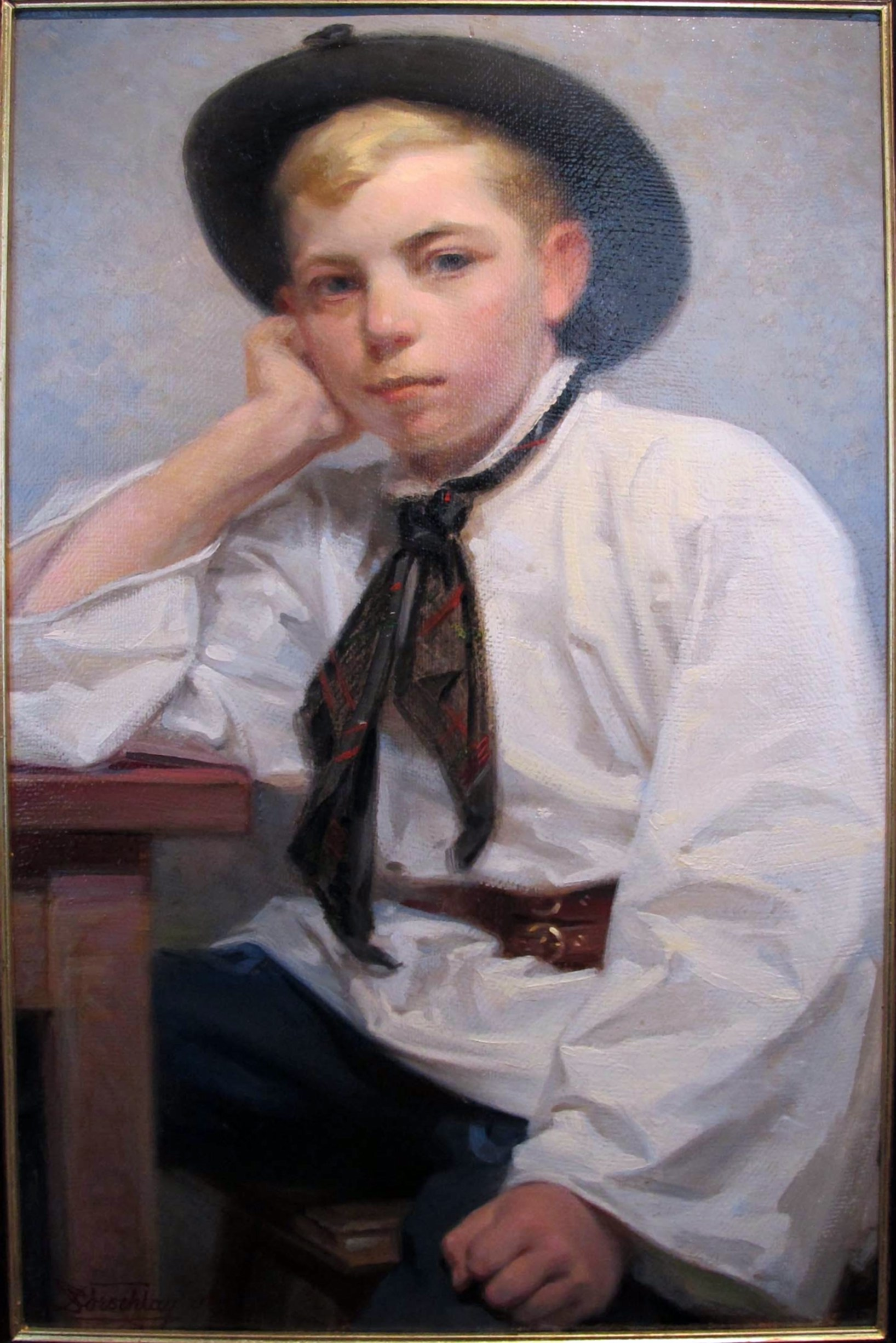
Sohn eines siebenbürgisch-sächsischen Bauern

Carl Christian Wilhelm Alexander Dörschlag (* 15. November 1832 in Hohen Luckow bei Satow, Mecklenburg-Schwerin; † 25. März 1917 in Hermannstadt, Österreich-Ungarn) war ein deutscher Maler und Gymnasialprofessor.

## Leben
Dörschlag war der Sohn des Gutspächters Johann Christian Dörschlag (1789–1846) und dessen Frau Sophia Dorothea Carolina, geb. Hinrichs. Er studierte an der Akademie der Künste (Berlin) und danach um 1858 privat im Meisteratelier von Julius Schrader.
Er wanderte nach Siebenbürgen aus und war als Gymnasialprofessor ab 1862 Zeichenlehrer in Sächsisch-Regen und ab 1867 in Mediasch. Er ließ sich 1871 in Hermannstadt nieder, wo er ebenfalls den Posten des Lehrers für Malerei und Zeichnen am dortigen evangelischen Gymnasium übernahm.
Er war als Landschafts- und Porträtmaler tätig, schuf aber auch Stillleben, Altarbilder und Aktstudien. Viele seiner Werke befinden sich in den Sammlungen des Brukenthal-Museums in Hermannstadt, insbesondere Porträts prominenter Personen der Stadt. Zu seinen besten Werken gehört das Selbstporträt aus dem Jahre 1901 im Stile alter Meister.
Seine Tochter Anna (Maria Friederike) (1869–1947) wurde ebenfalls bekannt als Malerin von Landschaften, Porträts und Blumenstücken. Sie lebte auch in Hermannstadt. Ihre Ausbildung hatte sie in Berlin und München erhalten.

## Werke (Auswahl)
- David, die Herden seines Vaters in Bethlehem hütend (um 1858)
- Edelknaben mit Falken und Hunden (um 1858)
- Über die Entwicklung des Zeichenunterrichts in Siebenbürgen in dem Zeitraum der letzten zwanzig Jahre (1884)[2]